# Krzyż Fryderyka Augusta
Krzyż Fryderyka Augusta (niem. Friedrich-August-Kreuz) – odznaczenie wojenne Wielkiego Księstwa Oldenburga ustanowione 24 września 1914 przez wielkiego księcia Fryderyka Augusta. Nadawane było za nadzwyczajną służbę podczas I wojny światowej zarówno wojskowym jak i cywilom.

## Podział odznaczenia
Krzyż podzielony był na wzór pruskiego Krzyża Żelaznego na dwie klasy:
- I Klasa – noszona na agrafie na piersi bez wstążki,
- II Klasa – noszona na wstążce na piersi.

## Wygląd
Odznaka krzyża miała kształt ażurowego krzyża kawalerskiego z wieńcem laurowym podłożonym pod ramionami. W centrum medalionu środkowego umieszczono inicjały władcy „FA”, na górnym ramieniu wielkoksiążęcą koronę, a na dolnym datę ustanowienia „1914”. Krzyż wykonany był z czernionego żelaza.
Wstążka w przypadku nadań wojskowych miała kolor identyczny z Oldenburskim Orderem Domowym, była ciemnoniebieska z czerwonymi paskami wzdłuż brzegów, a przy nadaniach cywilnych miała odwrócone kolory, była czerwona z ciemnoniebieskimi paskami wzdłuż brzegów.
W przypadku nadań za zasługi w bezpośrednim kontakcie z nieprzyjacielem na wstążkach umieszczano dodatkowe okucie z napisem „VOR DEM FEINDE” (pol. przed wrogiem).

## Odznaczeni
I Klasą odznaczono około 1 700 osób, a II Klasą około 27 500 osób.